# 康栢苑

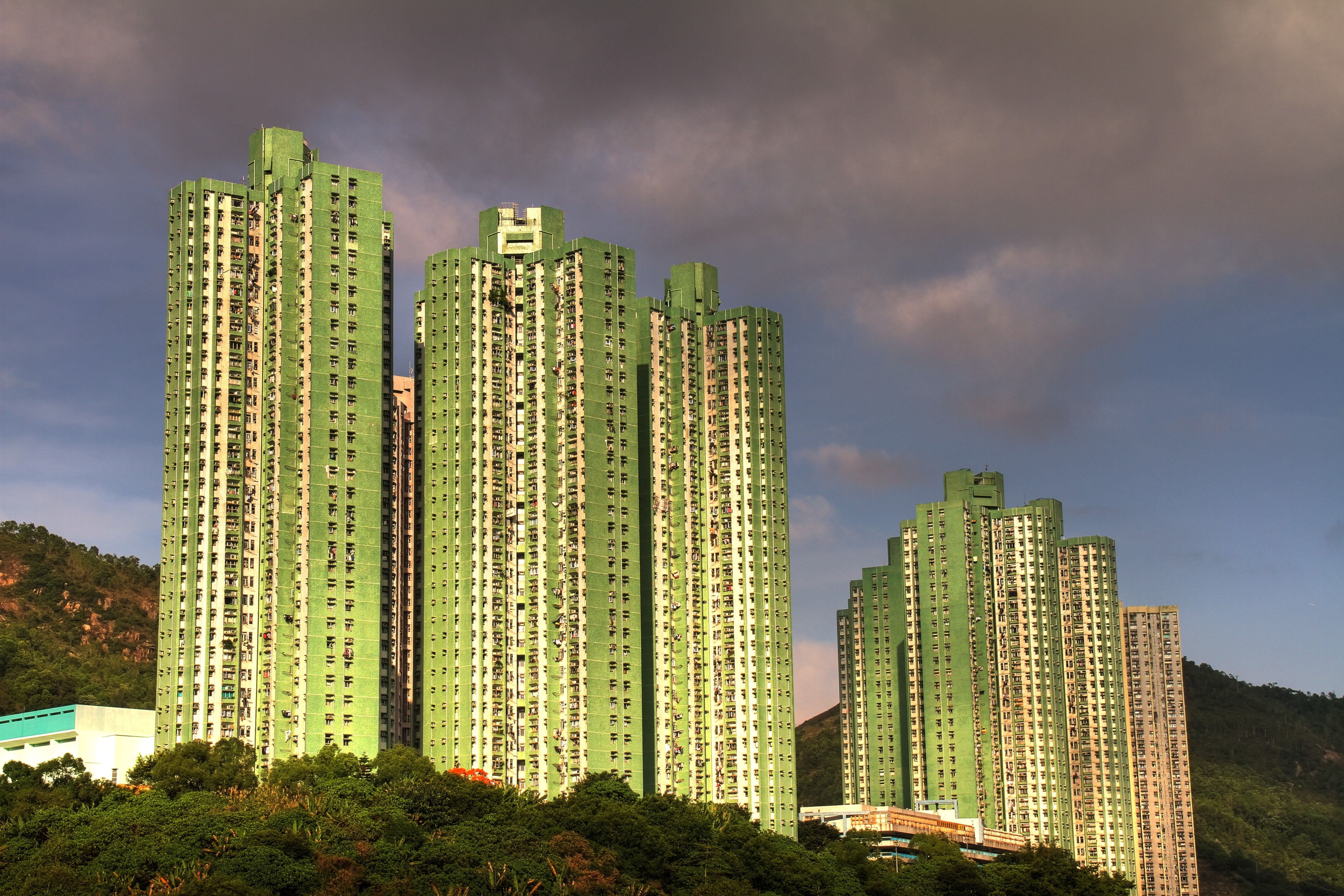
康栢苑外觀

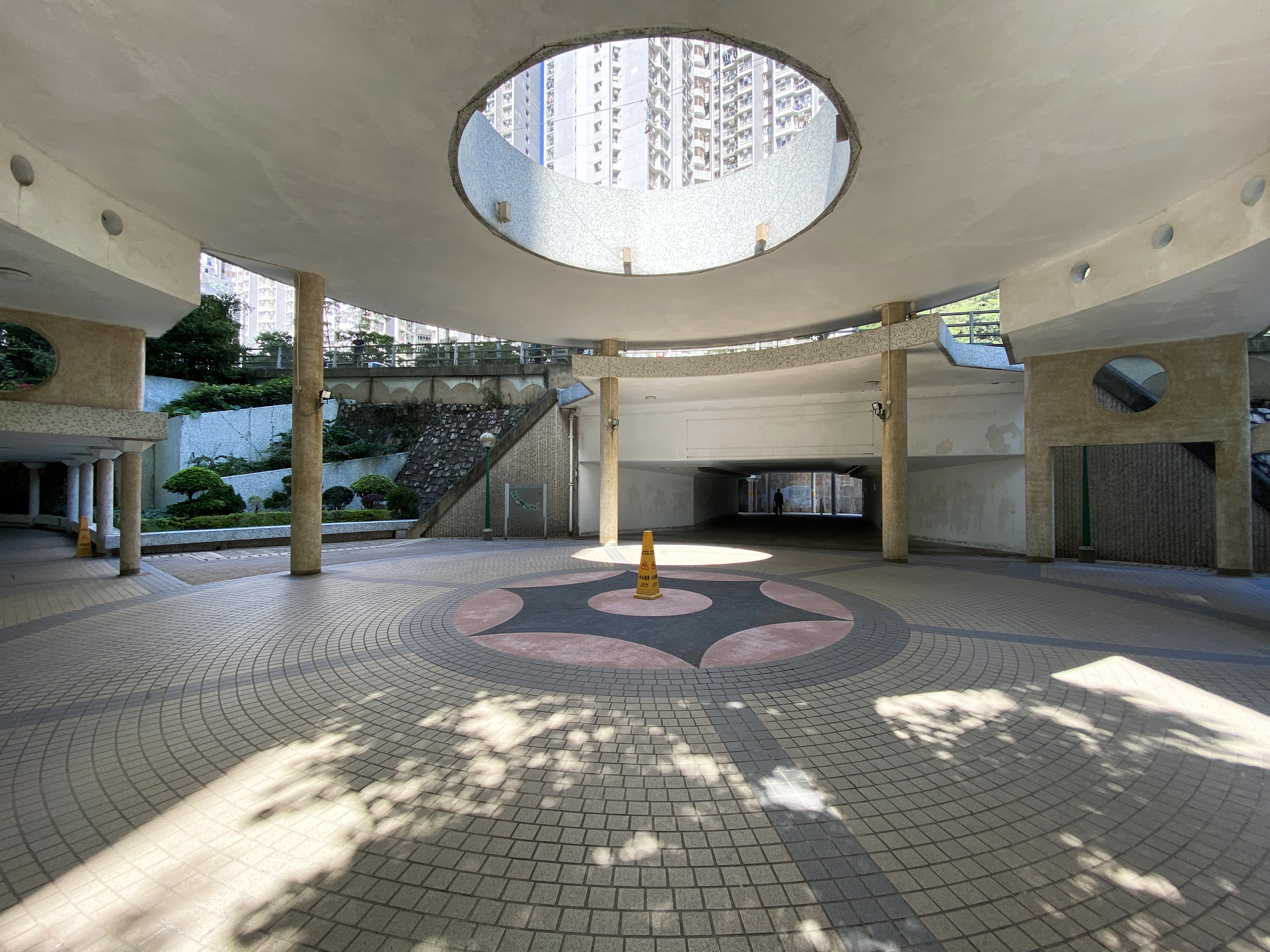
往廣田邨隧道下的有蓋通道

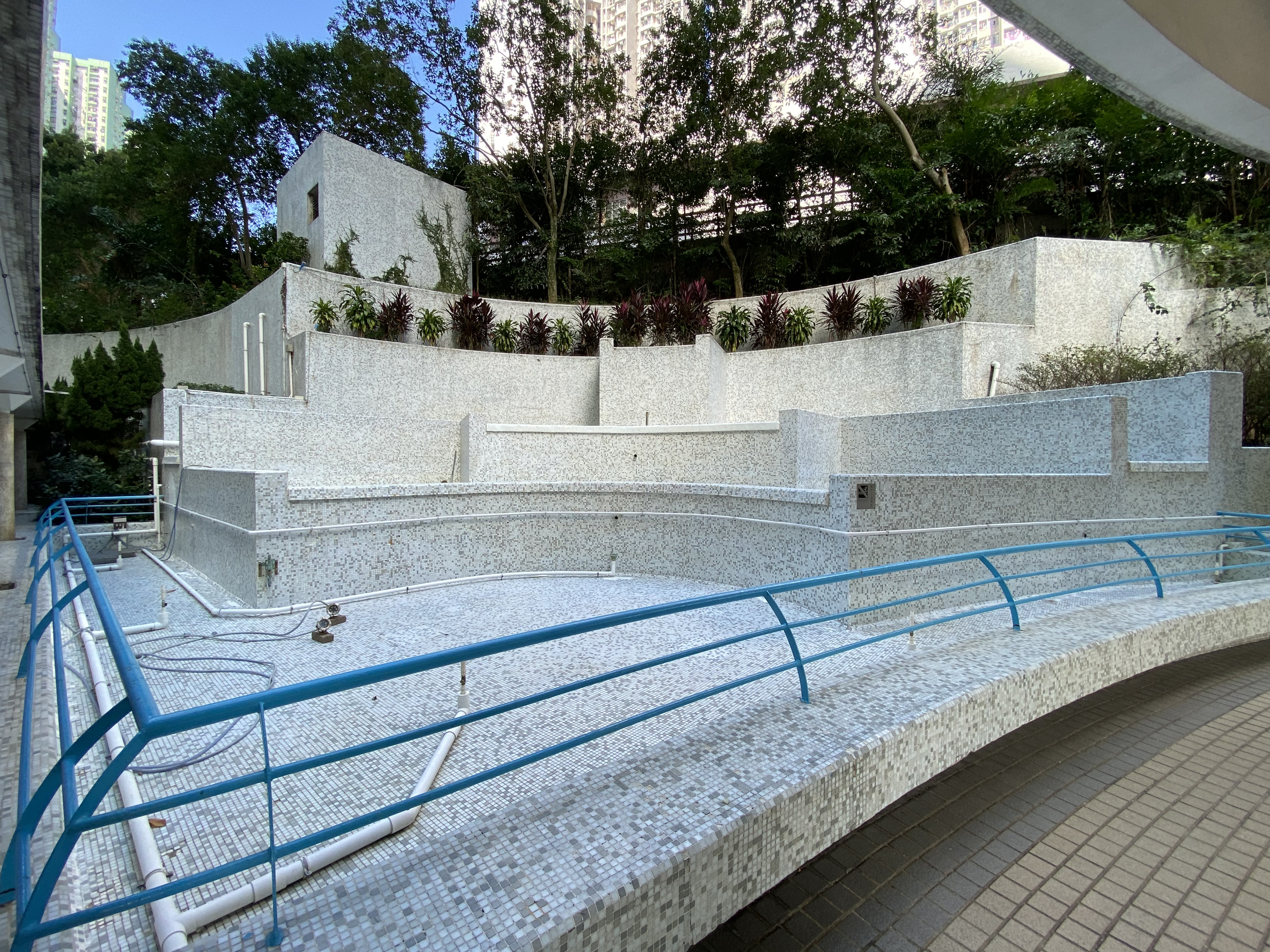
上落客區已經停用的水池

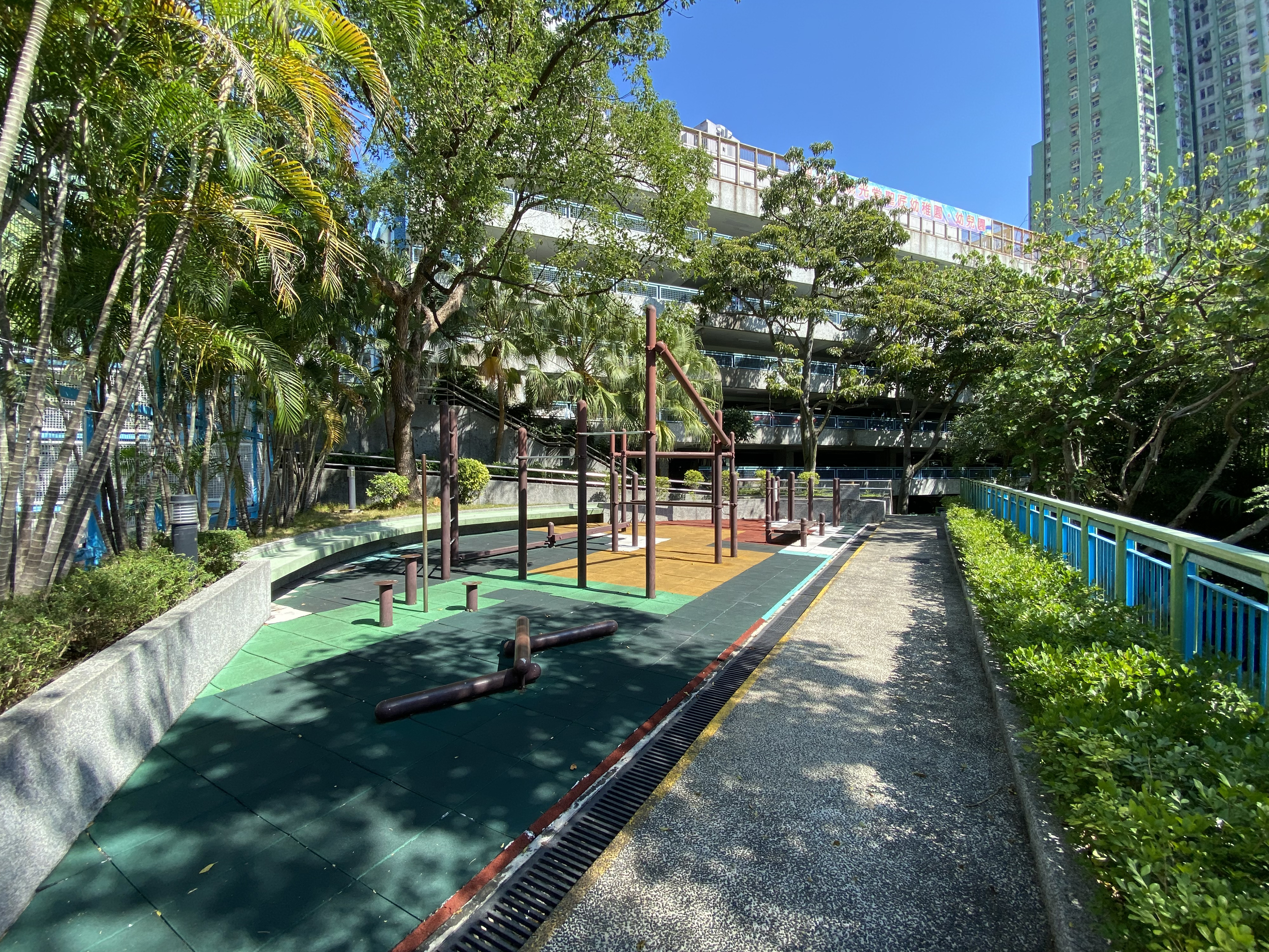
健身區

康栢苑（英語：Hong Pak Court）及康瑞苑（英語：Hong Shui Court）是香港房屋委員會的居屋屋苑之一，位於觀塘區藍田碧雲道139號，在廣田邨旁邊，分別在1993年及1999年落成，合共有8座樓宇。當中康瑞苑原訂興建小學靈活式校舍，及後改為興建單幢居屋。

## 屋苑資料
康栢苑附設停車場大樓。部份單位可享有開揚海景。

### 樓宇

#### 康栢苑
| 樓宇名稱（座號） | 門牌號碼    | 樓宇類型                | 落成年份               | 層數 | 每層伙數 | 每座單位總數（伙） | 建築師                                      | 承建商       | 提供升降機的廠商  | 期數（所屬項目） |
| ---------------- | ----------- | ----------------------- | ---------------------- | ---- | -------- | ------------------ | ------------------------------------------- | ------------ | ----------------- | ---------------- |
| 松栢閣（A座）    | 碧雲道139號 | 新十字型 （1984年版本） | 1993年3月25日至4月14日 | 34   | 10       | 340                | 房屋署建築師、 馬海（建築顧問）（細部設計） | 均利建築     | 英國通用電氣-捷運 | 2 （藍田南項目） |
| 龍栢閣（B座）    | 碧雲道139號 | 新十字型 （1984年版本） | 1993年3月25日至4月14日 | 33   | 10       | 330                | 房屋署建築師、 馬海（建築顧問）（細部設計） | 均利建築     | 英國通用電氣-捷運 | 2 （藍田南項目） |
| 祥栢閣（C座）    | 碧雲道139號 | 新十字型 （1984年版本） | 1993年3月25日至4月14日 | 34   | 10       | 340                | 房屋署建築師、 馬海（建築顧問）（細部設計） | 均利建築     | 英國通用電氣-捷運 | 2 （藍田南項目） |
| 瑞栢閣（D座）    | 碧雲道139號 | 新十字型 （1984年版本） | 1993年3月25日至4月14日 | 35   | 10       | 350                | 房屋署建築師、 馬海（建築顧問）（細部設計） | 法國通用建築 | 英國通用電氣-捷運 | 2 （藍田南項目） |
| 欣栢閣（E座）    | 碧雲道139號 | 新十字型 （1984年版本） | 1993年3月25日至4月14日 | 35   | 10       | 350                | 房屋署建築師、 馬海（建築顧問）（細部設計） | 法國通用建築 | 英國通用電氣-捷運 | 2 （藍田南項目） |
| 榮栢閣（F座）    | 碧雲道139號 | 新十字型 （1984年版本） | 1993年3月25日至4月14日 | 35   | 10       | 350                | 房屋署建築師、 馬海（建築顧問）（細部設計） | 法國通用建築 | 英國通用電氣-捷運 | 2 （藍田南項目） |
| 金栢閣（G座）    | 碧雲道139號 | 新十字型 （1984年版本） | 1993年3月25日至4月14日 | 35   | 10       | 350                | 房屋署建築師、 馬海（建築顧問）（細部設計） | 法國通用建築 | 英國通用電氣-捷運 | 2 （藍田南項目） |

康栢苑停車場大樓採用三部英國通用電氣-快而安製升降機。

#### 康瑞苑
| 樓宇名稱 | 門牌號碼    | 樓宇類型                | 落成年份     | 層數 | 每層伙數 | 單位總數（伙） | 建築師              | 承建商   | 提供升降機的廠商 | 期數（所屬項目） |
| -------- | ----------- | ----------------------- | ------------ | ---- | -------- | -------------- | ------------------- | -------- | ---------------- | ---------------- |
| 康瑞苑   | 碧雲道133號 | 新十字型 （1984年版本） | 1999年1月9日 | 35   | 10       | 350            | 房屋署總建築師（3） | 新昌營造 | 迅達             | 6 （藍田南項目） |

### 設施
屋苑設有3個兒童遊樂場、2個健身區、門球場和停車場大樓。
而上落客區有一個水池，並且裝設燈飾，在晚上時份會開啟；惟已經停用。
停車場大樓頂樓設聖公會慈光堂聖匠幼稚園(分校)（1973年創辦）。

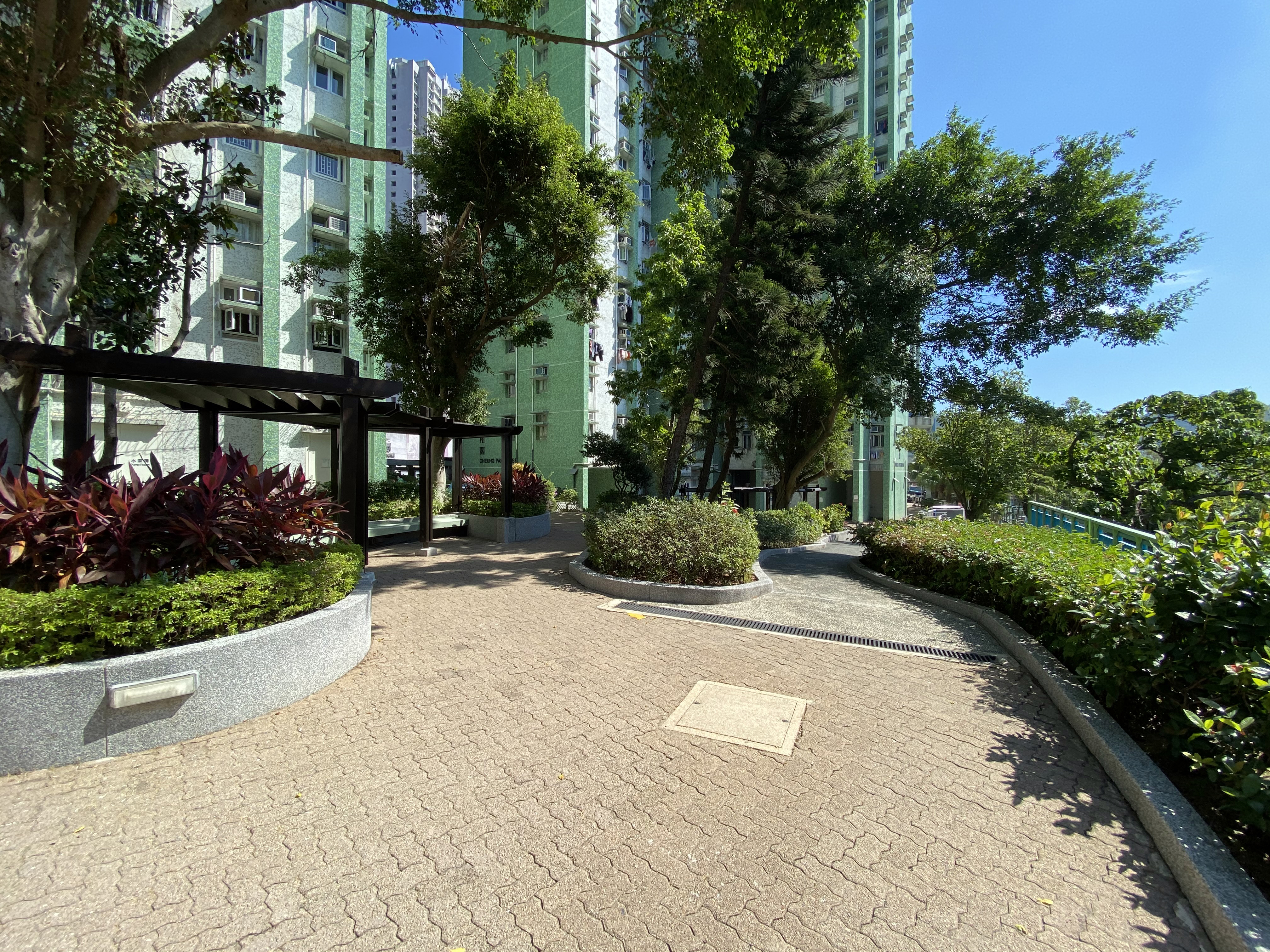
園林空間
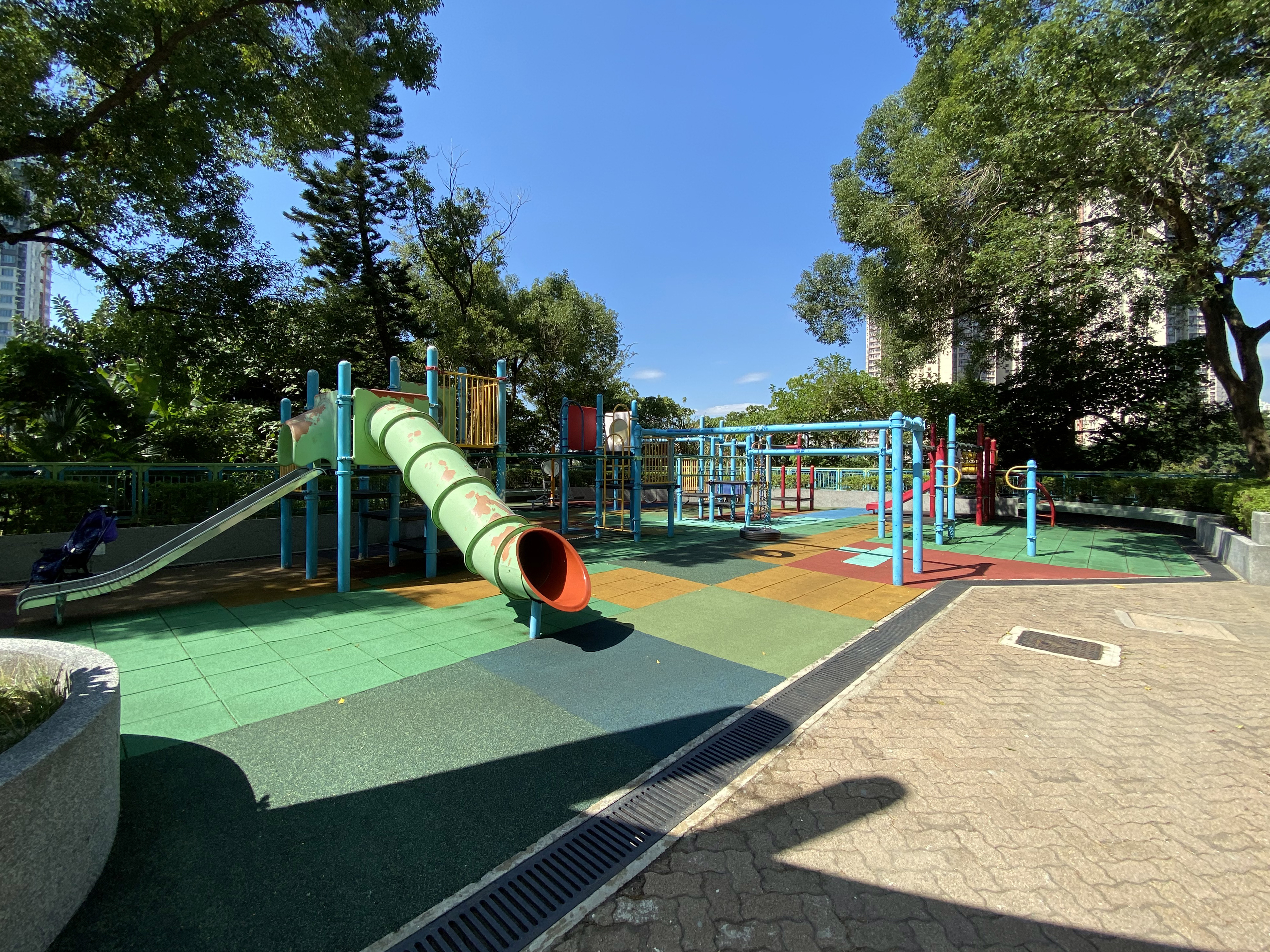
兒童遊樂場
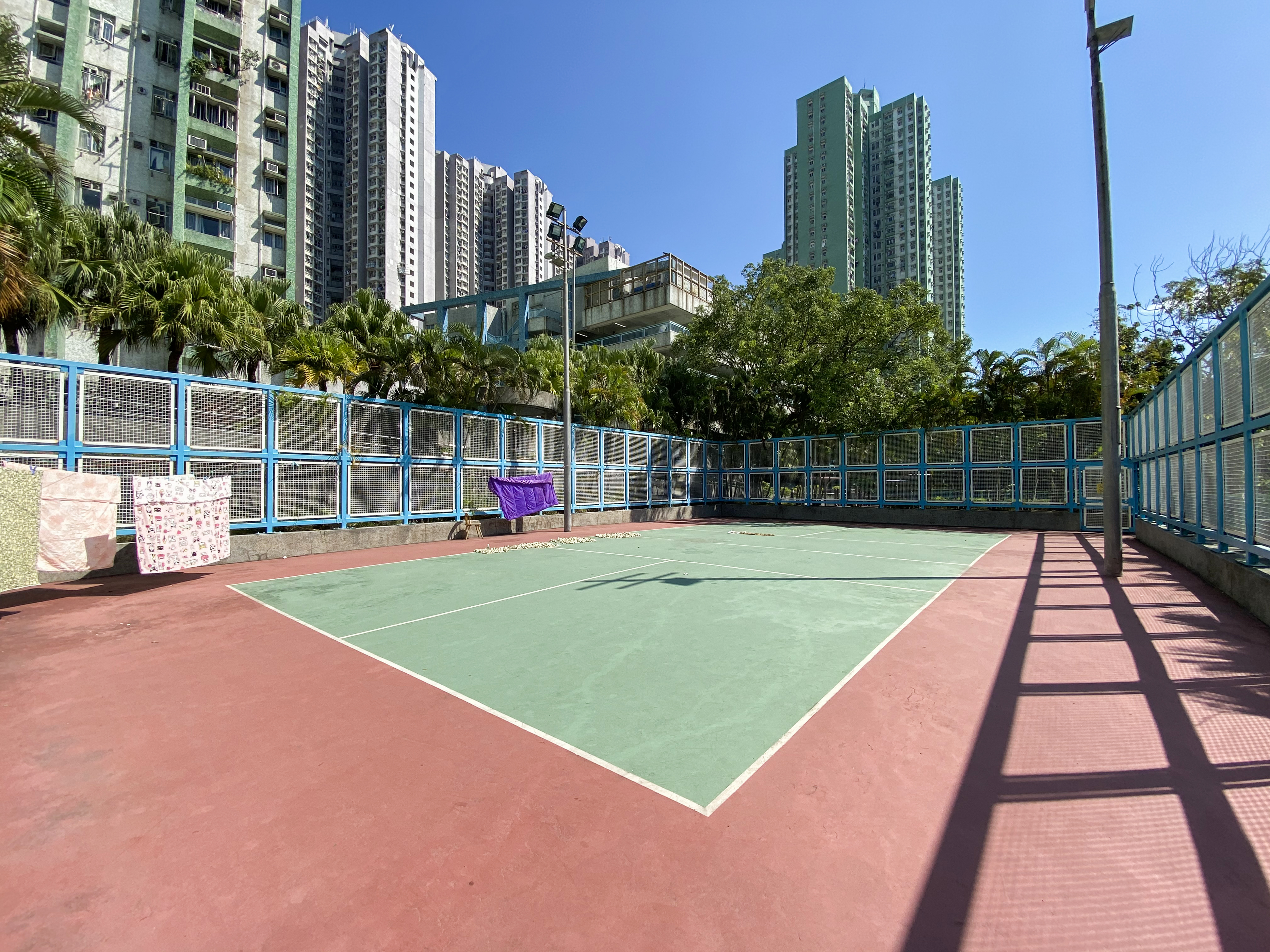
排球場
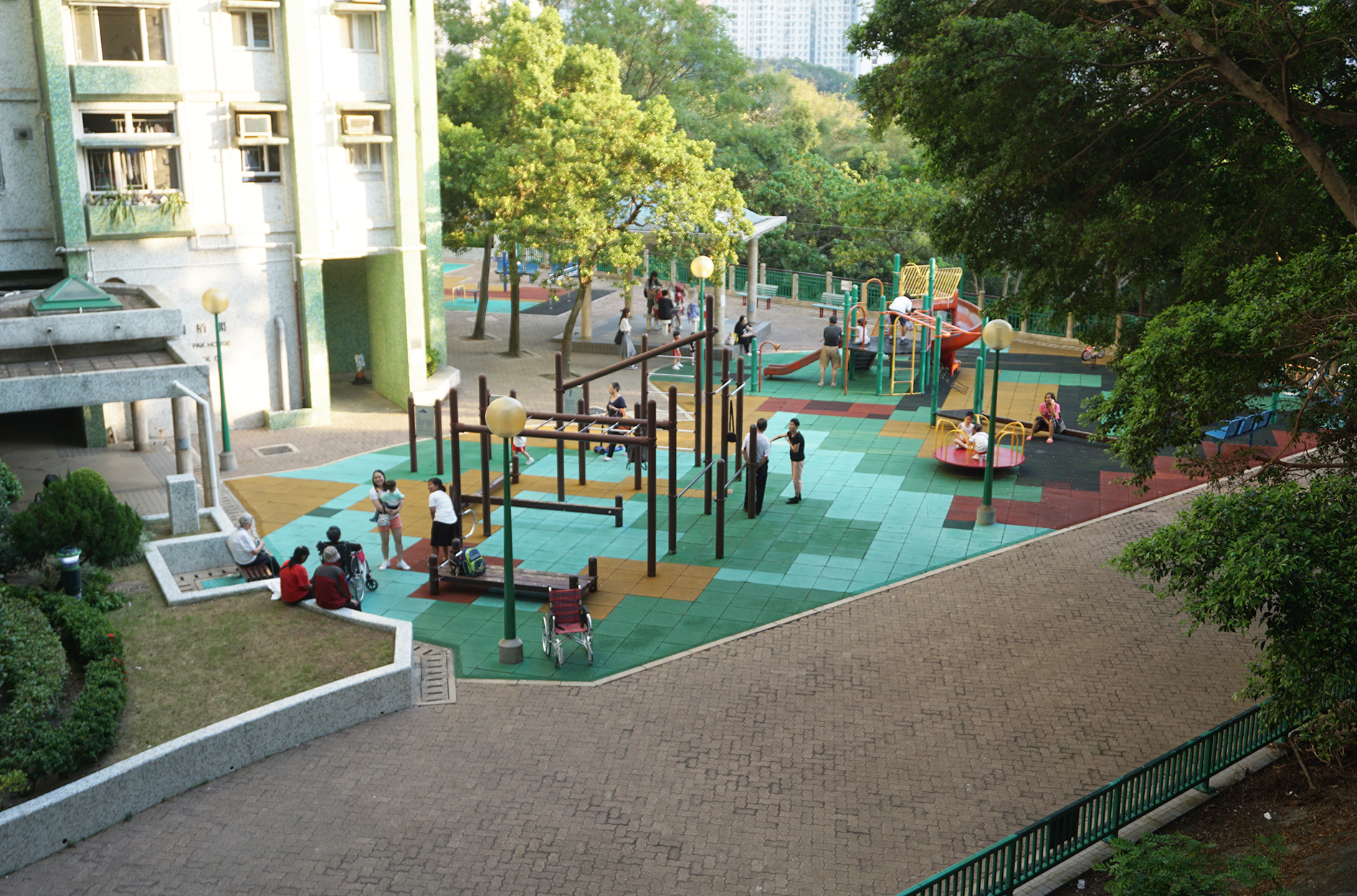
健體區及兒童遊樂場
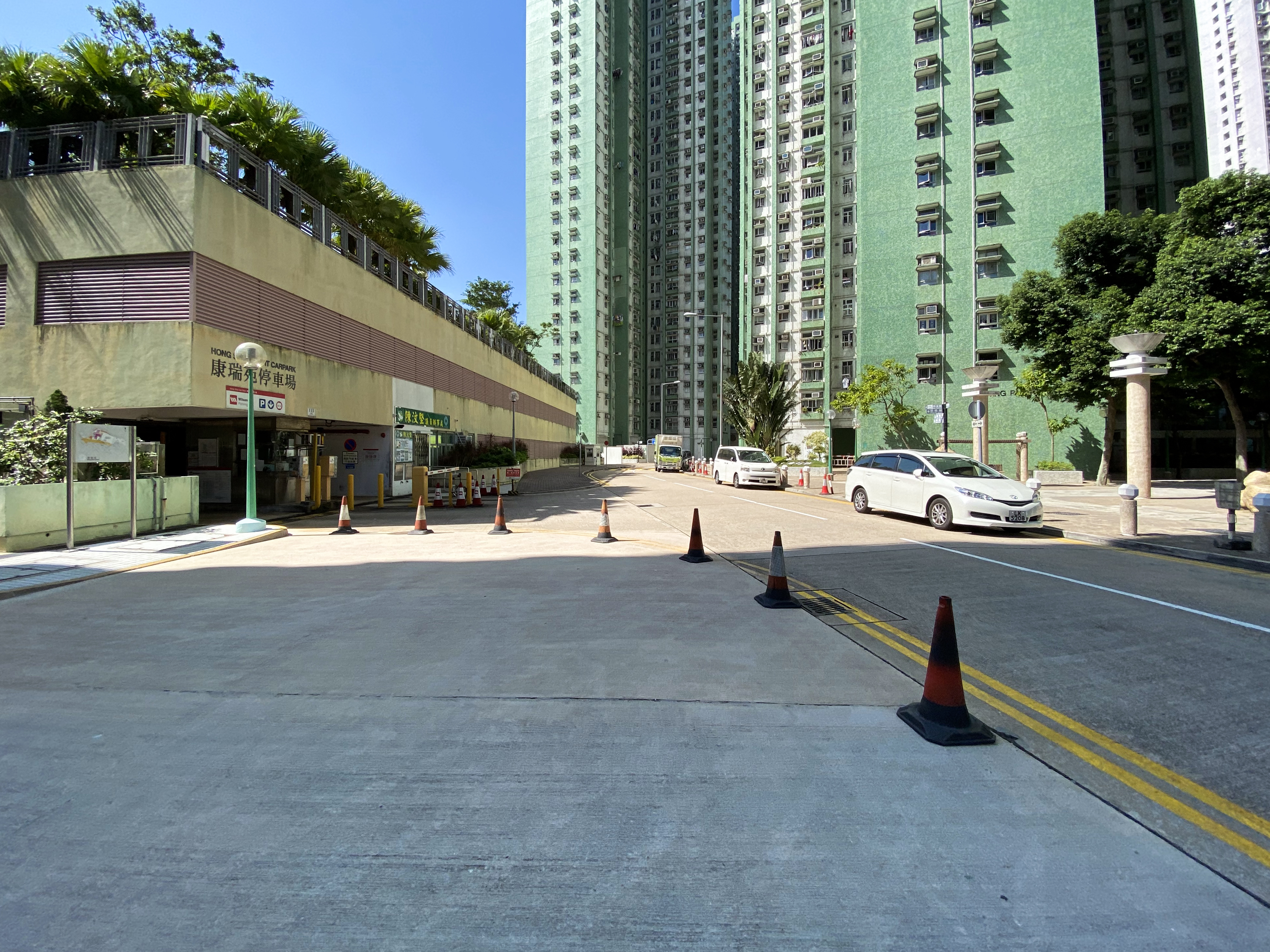
康瑞苑行車道
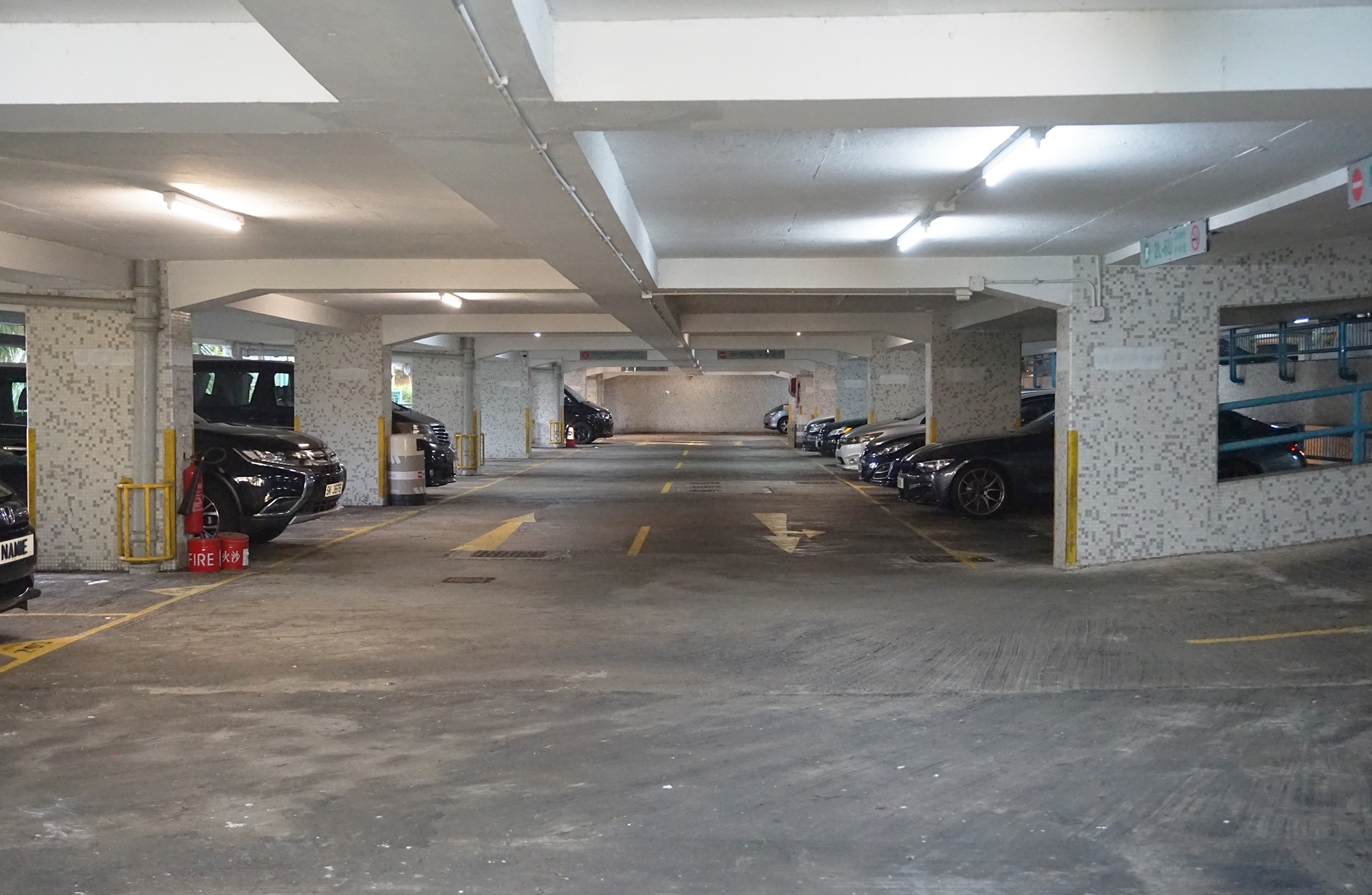
康栢苑停車場

## 外部連結
- 康栢苑業主立案法團 （页面存档备份，存于）